# Giuseppe Barison
Giuseppe Barison (Trieste, 5 settembre 1853 – Trieste, 7 gennaio 1931) è stato un pittore italiano.

## Biografia
L'artista nacque a Trieste il 5 settembre del 1853 da Francesco, di professione sarto e Caterina Frausin. Notato sin da giovane per le capacità nel disegno, fu sostenuto dalla nobile Anna De Rin la quale, lo avviò dapprima all'arte frequentando lo studio del pittore Karl Emil Haase a Trieste ed in seguito gli permise di iscriversi all'Accademia di Belle Arti di Vienna.
Qui a partire dal 1872 Barison prese a seguire le lezioni del nazareno Karl von Blaas, Eduard Von Engerth e soprattutto di August Eisenmenger che accostò il giovane alla pittura di storia.
Dai taccuini del periodo accademico presso gli eredi del pittore, possiamo stabilire quanto l'iter formativo fosse rigido sia dal punto di vista pratico che teorico con Barison pronto ad appuntarsi i volumi da leggere per proseguire negli studi.
Tornato a Trieste nel 1876 egli si impose l'anno seguente, nel 1877, partecipando alla Nona Esposizione di Belle Arti con il dipinto a carattere storico Isabella Orsini e il suo paggio che gli consentì di ottenere dal Comune di Trieste un ricco pensionato da poter usufruire per due anni a Roma.
Così Barison giunse nella città eterna fissando su carte e tele i luoghi che andava visitando e che aveva visto nelle opere del suo primo maestro a Trieste, Karl Haase. Tuttavia il soggiorno romano non fu proficuo a causa delle critiche piovute sul dipinto Muzio Attendolo Sforza (Museo Civico Revoltella di Trieste) che si accanivano sulla postura del cavallo definita “non naturale”. In realtà il gusto dell'epoca era cambiato e Barison si trovava a proporre un dipinto di matrice storicista in una città, Roma, che aveva ormai abbandonato tali soggetti. Eppure la tela, sebbene anacronistica, vede Barison sganciarsi da un rigido accademismo e aprirsi, se pur timidamente, ad ariosi scorci naturalistici.
Conclusa l'amara parentesi romana, egli tornò a Trieste ed iniziò a dedicarsi a quello che fu indubbiamente il pezzo forte del suo repertorio pittorico, vale a dire il ritratto; un genere, questo, che gli consentì non solo di esprimersi al meglio ma di sostenersi economicamente.
Eppure la parentesi romana aveva lasciato qualcosa di buono nel pittore; egli infatti aveva capito di doversi sintonizzare sulle nuove tendenze artistiche dell'epoca. Si indirizzò quindi verso Venezia e la pittura di Giacomo Favretto che lo influenzò in modo decisivo. Iniziò a partecipare alle esposizioni organizzate dalla Società Veneta Promotrice di Belle Arti a partire dal 1880 e copiò Il Farmacista del maestro veneziano oltre a carpire i segreti di quella tradizione coloristica veneziana, mai passata di moda.
Prima di trasferirsi in pianta stabile a Venezia, però, egli si era innamorato di Giulia Rosa Desman una ragazza di famiglia alto borghese di Trieste; nonostante la diversità di ceto egli la sposò nel 1883 e ne fu legato con estremo affetto sino alla morte, avvenuta, per Giulia, nel 1926.
Domiciliato quindi a Venezia, dove rimase sino al 1887, si dedicò alla pittura di genere riportando notevoli successi, anche di critica che sfociarono nel 1886 in occasione della mostra di Brera a Milano con la Pescheria a Rialto (Alessandria, Pinacoteca Civica). Il dipinto vinse il premio Principe Umberto ma, a causa della nazionalità non italiana di Barison, venne revocato. Ma al di là dell'increscioso episodio, la tavolozza di Barison si era arricchita tra le lagune, aveva trovato nuova linfa e una sua connotazione ben precisa tra i pittori veneziani. Tuttavia la moglie Giulia, che poco si era ambientata a Venezia e che già aveva dato a Giuseppe ben tre figli (Arnaldo, Cesare ed Ester), chiese al marito di rientrare a Trieste e Barison acconsentì. Tornò dunque a Trieste, accolto dai circoli artistici con rispetto ma anche con una certa freddezza, dovuta in parte al suo carattere certo non facile e malleabile e in parte da questa sua dichiarata pittura veneziana. Ma che pittura fu quella di Barison dal 1887 al 1931, anno della sua morte? Ancora una volta ci viene incontro Venezia; questa volta non per un clima generale, ma per l'esposizione nazionale del 1887. Barison, in quell'occasione, poté vedere alcuni dipinti di primo piano nel panorama artistico italiano dell'epoca. Furono due i quadri che lo colpirono maggiormente; uno, del napoletano Michele Cammarano dal titolo La Rissa, caratterizzato da accenti patetici, un forte dinamismo e una assoluta teatralità nei gesti, l'altro, del genovese Nicolò Barabino dal titolo Quasi oliva speciosa, dal forte impatto sacrale rivisto in chiave simbolista che diede il la per il capolavoro nella produzione di Giuseppe Barison.
La rissa venne ripreso poco tempo dopo l'esposizione veneziana da Barison e tramutata in Dopo una rissa, mentre Quasi oliva speciosa in campis vide una sua personale e poetica versione nel 1899, a distanza di ben dodici anni.
La tela - che ha rivisto la luce con il volume edito dalla Fondazione Cassa di Risparmio e si presenta entro una ricca e monumentale cornice dell'epoca intagliata e dipinta dallo stesso Barison - trova nelle parole di introduzione del professor Giuseppe Pavanello la giusta descrizione: “sospesa fra realtà e idealità, da cui si sprigiona l'incanto, o, meglio, l'incantesimo dell'apparizione divina, accostante e, al tempo stesso, ieratica”.
Un momento unico il 1899 per il pittore (ben testimoniato anche dal piccolo e prezioso autoritratto) com se, idealmente, egli sprigionasse gli ultimi bagliori della sua arte e volesse rifuggire l'arrivo del nuovo secolo. Con il ‘900 infatti, la sua pennellata perde in fluidità e sebbene la sua fama a Trieste cresca notevolmente sino a portarlo a realizzare i pannelli per la Cassa di Risparmio di Trieste nel 1912 raffiguranti I Costruttori (dove ci offre un autoritratto nell'uomo in primo piano caratterizzato dalla svolazzante veste rossa) e I Mercanti egli non ha più quella forza di fine XIX secolo.
Protagonisti indiscussi delle sue tele nei primi del secolo sono i cavalli realizzati con estrema cura e meticolosità come nel dipinto Antica Canzone (Comune di Trieste) che sebbene utilizzati a cornice del dipinto divengono il fulcro della composizione facendo finire la scena degli innamorati in secondo piano.
Molti i dipinti rintracciati di formato fortemente verticale di tale filone che, con ogni probabilità, permettevano a Barison di creare quell'effetto della corsa a cavallo in maniera il più possibile veritiera.
Barison, ormai maturo, poteva così pensare ad una onesta vecchiaia fra le mura domestiche ed invece arrivò la guerra che lo costrinse ad emigrare in terra italiana e più precisamente a Pegli, in Liguria. Qui vi soggiornò dal 1915 al 1918 in casa del genero Roberto Amadi e della figlia Ester e iniziò ad accostarsi con continuità alla pittura di paesaggio e di marine.
Tornato a Trieste infatti, non abbandonò più tali soggetti e divenne con Guido Grimani e Ugo Flumiani uno dei massimi cantori di Trieste e del suo mare. 
Nel raffigurare il mare di Trieste riuscì a raggiungere a volte un gusto post-impressionista come ben evidenziano le ultime ed estreme tavole realizzate en plein air; una volta a settimana egli chiudeva lo studio e si recava con i pennelli e queste piccole tavole in giro per la città posizionandosi ore ed ore nell'attesa di vedere con un particolare effetto luministico un'immagine nuova di Trieste e del suo mare.
In questi ultimi anni Barison non aveva chiuso del tutto le porte alle nuove istanze pittoriche ben esemplificate dai dipinti di Umberto Veruda, che aveva avuto modo di ritrarre Giuseppe nella sua breve esistenza, che sebbene superato faceva ancora presa per quella sua pittura sfarfallante “alla Boldini” e contraddistinta da larghe campiture di colore.
Ne sono un chiaro esempio l'Autoritratto del 1925 ed il Ritratto di donna (Trieste, collezione privata) creduto proprio di mano di Veruda.
Purtroppo la scomparsa di Giulia nel 1926 diede una spallata notevole al modus operandi di Barison che su volere dei figli, non abbandonò del tutto la pittura; gli ultimi ritratti mostrano chiaramente solo l'ombra del grande mestierante quale fu alla fine dell'Ottocento, un secolo che non aveva mai abbandonato.
Era uomo comunque dall'animo curioso anche in piena maturità tanto da cimentarsi con la musica (il figlio Cesare era un affermato violinista) e con le lingue per le quali era particolarmente portato.

## Attività
Produsse molti ritratti, paesaggi, marine e scene di vita popolare.
Tra le opere principali si ricordano: Un dono del fidanzato, Rappresentazione in famiglia (1887), Pescheria a Rialto e Dopo una rissa.
I suoi dipinti parteciparono a molte mostre, tra cui Berlino (1884 e 1886), Monaco di Baviera (1888, 1900, 1901 e 1907) e Vienna (1888).